# Sex Bomb
Sex Bomb is een nummer van de Britse zanger Tom Jones en de Duitse dj Mousse T uit 1999. Het is de eerste single van Jones' album Reload
"Sex Bomb" bevat een sample uit All-American Girls van Sister Sledge. Naar eigen zeggen had het weinig gescheeld of Jones had het nummer niet opgenomen. Hij zei dat hij voor het album Reload al meer dan genoeg materiaal had. Maar toen hij een demo voor het nummer hoorde, vond hij het toch goed genoeg om op te nemen en op single uit te brengen. En met succes, want het nummer werd een gigantische hit in Europa en Jones' grootste hit in jaren. In het Verenigd Koninkrijk behaalde het de 3e positie. Ook in het Nederlandse taalgebied deed het nummer het goed, met een 10e positie in de Nederlandse Top 40 en een 11e positie in de Vlaamse Ultratop 50.

## NPO Radio 2 Top 2000
| Nummer met noteringen in de NPO Radio 2 Top 2000 | '06  | '07  | '08  | '09  | '10  | '11  | '12  | '13  |
| ------------------------------------------------ | ---- | ---- | ---- | ---- | ---- | ---- | ---- | ---- |
| Sex Bomb                                         | 1438 | 1651 | 1974 | 1676 | 1542 | 1856 | 1768 | 1928 |

1. ↑  Een vetgedrukt getal geeft de hoogste notering aan.
2. ↑  2006 was het eerste jaar met een notering voor dit nummer.
3. ↑  Deze tabel is bijgewerkt tot en met de laatste editie (2024).